# Nickelodeon Games and Sports for Kids
Nickelodeon Games and Sports for Kids, kallad Nickelodeon GAS, Nick GAS eller GAS, är en tv-kanal för barn. Programmen är huvudsakligen frågesporter eller idrottsrelaterade. Kanalen startades av Nickelodeon i mars 1999.